# Bárdossy László (zalai alispán)
Bárdossi Bárdossy László Mihály Gyula (Szombathely, 1819. augusztus 9. – Szombathely, 1890. július 29.) királyi törvényszéki elnök, Zala vármegye első alispánja.

## Élete
A római katolikus nemesi származású bárdossi Bárdossy család sarja. Apja, Bárdossy László (1785–1849), Vas vármegye főpénztárosa, szolgabíróanyja, kisölbei	Eölbey Anna Mária (1791–1826) volt.
Középiskolát Szombathelyen végezte, majd az ügyvédi vizsgát 1840. december 12.-én tette le Pesten. Ügyvédi oklevelének kihirdetése után 1841-ben kezdte meg munkáját, mint a vármegye aljegyzője. A reformkor forrongása, a társadalmi, politikai változások szükségessége a megyei közgyűlések hangulatán is éreztette hatását. 1842-ben árvaszéki jegyzője, majd Vas vármegyei első aljegyző. 1848-ban apjával együtt részt vett a Szabadságharcban. 1852-ben császári és királyi törvényszéki bíró Szombathelyen, 1854-ben országos törvényszéki bíró, 1862-ben Vas megye főispáni helytartója, 1862 novemberében Zala vármegye első alispánja lett: 1862. december 1.-je és 1865. október 9.-e között töltötte be a zalai első alispáni posztot. 1865-ben szombathelyi törvényszéki bíró, 1867-ben Vas vármegye törvényszéki bírója. A bíróságok újjászervezése során a király 1871. december 18.-án királyi törvényszéki bíróvá, majd 1882. május 27.-én a szombathelyi királyi törvényszék elnökévé nevezte ki.

## Házassága és gyermekei
1851. március 3.-án feleségül vette unokatestvérét, mesterházi Nagy Emília (Rábahídvég, 1826. november 17.–Szombathely, 1884. november 9.) kisasszonyt, akinek a szülei mesterházi Nagy Lajos (1793–1851), ügyvéd, táblabíró, földbirtokos és nagynénje kisölböi Eölbey Petronella (1797–1870) voltak. Bárdossy László és mesterházi Nagy Emília frigyéből született: 
- Bárdossy Mária (1851–†?)
- Bárdossy Géza (1854–†?)
- Bárdossy László (1856–†?)
- dr. Bárdossy Jenő (1861–1934) miniszteri tanácsos. Felesége, felsőőri Zarka Gizella. Gyermekük, Bárdossy László, magyarország miniszterelnöke.
- Bárdossy Kálmán (1863–†?)